# سیارک ۱۴۰۲۶
سیارک ۱۴۰۲۶ (به انگلیسی: 14026 Esquerdo، نامگذاری:1994ST7) چهارده هزار و بیست و ششمین سیارک کشف شده‌است که در ۲۸ سپتامبر ۱۹۹۴ کشف شد.
قدر مطلق سیارک برابر ۱۴.۸ است.